# Gorillas (Unternehmen)
Gorillas (ehemals firmiert als Gorillas Operations Germany GmbH & Co KG) war ein 2020 in Berlin gegründeter Lieferdienst für Lebensmittel und andere Supermarktwaren in Großstädten. Dazu gehörten eine Online-Bestellplattform, kleine Auslieferungslager in zentralen Lagen und angestellte Fahrradkuriere. Im Dezember 2022 wurde das Unternehmen an seinen Konkurrenten Getir verkauft. Zum 15. Mai 2024 wurde der Betrieb von Getir in Deutschland eingestellt.

## Geschichte

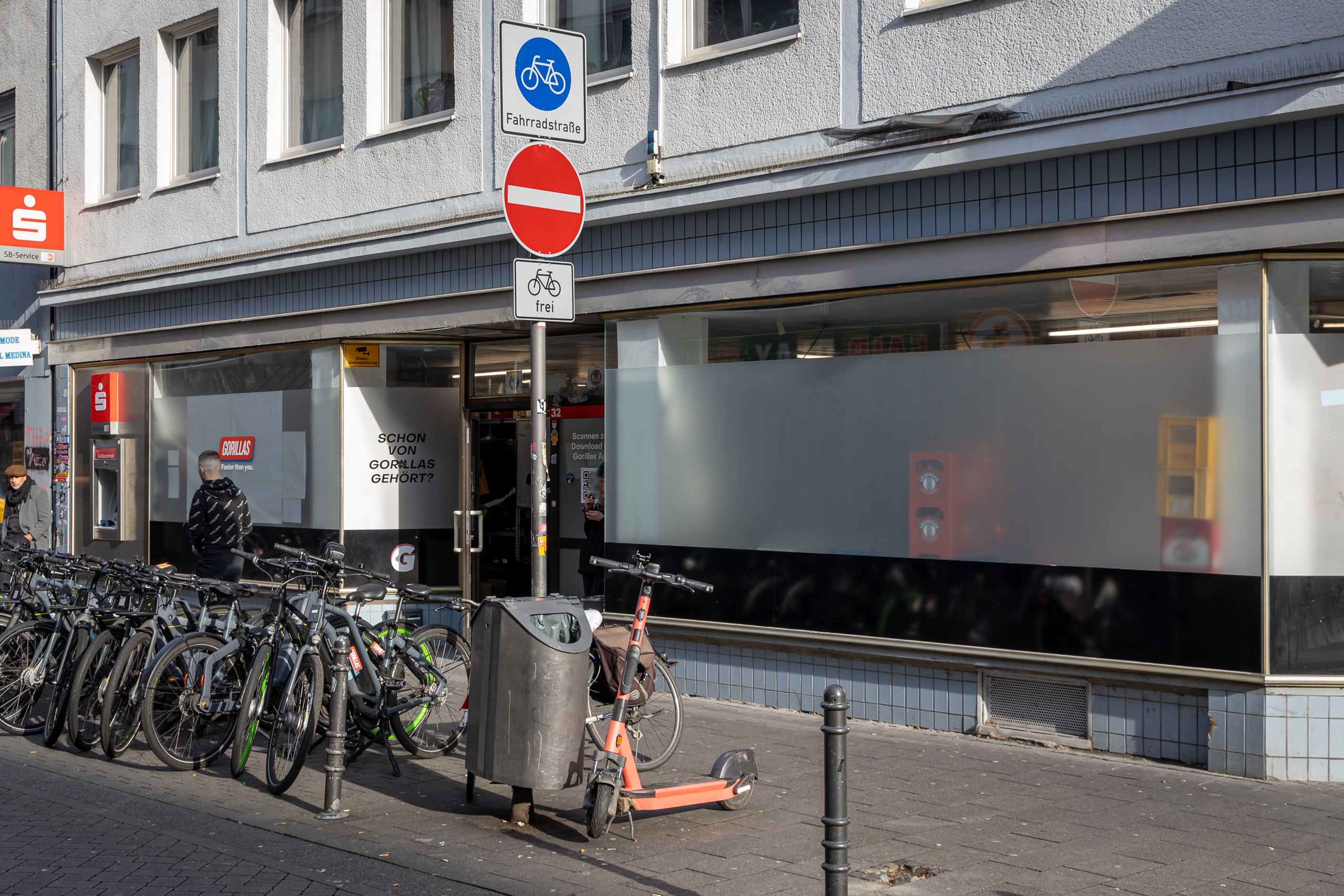
Gorillas-Auslieferungslager in Köln-Eigelstein

Gorillas ging aus dem Online-Supermarkt Getgoodys von Kağan Sümer hervor.
Um das Wachstum zu beschleunigen, holte Sümer Anfang 2020 Jörg Kattner an Bord. Dieser hatte zuvor bei Rocket Internet gearbeitet, zuletzt als COO des Projektes Hellofreshgo von HelloFresh. Im Juni 2020 begann Gorillas mit ersten Auslieferungen und erlebte eine rasante Entwicklung, die es bis Mitte 2021 zu einem Einhorn machte, also zu einem Unternehmen mit einer Marktbewertung von mehr als einer Milliarde US-Dollar.
Anfang Februar 2021 wurde bekannt, dass Jörg Kattner das Unternehmen verlasse, aber Anteilseigner bleibe. Neuer COO und ebenfalls Anteilseigner wurde Felix Chrobog, früher Deutschlandchef von Deliveroo, welcher das Unternehmen allerdings bereits im Mai 2021 wieder verließ.
Ende März 2021 war das Unternehmen in zwölf Städten aktiv.
Es hatte bis zu diesem Zeitpunkt bei Investoren bereits eine Finanzierung von einer Viertelmilliarde Euro eingeworben.
Bis Anfang Juni stieg die Zahl der deutschen Städte, in denen aus 50 Warenlagern geliefert wird, auf 17 an. Zu diesem Zeitpunkt wurden etwa 1.000 Personen beschäftigt.
Im Oktober 2021 beteiligte sich Delivery Hero mit 200 Mio. Euro an Gorillas und erhielt dabei acht Prozent der Anteile. Dieses Investment erfolgt im Kontext einer dritten Finanzierungsrunde von Gorillas, in der das Unternehmen fast eine Milliarde Euro einsammeln konnte. Im Dezember 2021 erklärte Delivery Hero den Rückzug seines Lieferdienstes Foodpanda vom deutschen Markt; die Fahrradkuriere wurden von Gorillas übernommen.
Ab November 2021 belieferte der Handelskonzern Bünting diverse Warenlager.
Die geschäftliche Situation für Gorillas war von Anfang an angespannt. Das Unternehmen konnte ab seiner Gründung 2020 bis Juni 2022 keinen Gewinn verbuchen und musste das Wachstum über Risikokapitalgeber finanzieren. Die verlustbedingten Mittelabflüsse (Cash-Burn-Rate) beliefen sich zwischen 60 und 90 Millionen Euro pro Monat. Auch nahmen in Deutschland die verbuchten App-Nutzungen (User Sessions) im Vergleich zu Gorillas auf anderen Märkten seit Juli 2021 kontinuierlich ab, was auf eine sinkende Zahl an Bestellungen hindeutete.
Im Dezember 2022 wurde Gorillas für 1,2 Milliarden Euro in Aktien von dem türkischen Konkurrenzanbieter Getir gekauft. Zuletzt hatten die Investoren mit einer Brückenfinanzierung in Höhe von rund 40 Millionen Euro den stark defizitären Dienst am Laufen gehalten. Maßgabe für weitere Finanzierung war, Gorillas bis Ende 2023 profitabel zu machen. Die Investoren hatten das Unternehmen zugleich mehreren Konkurrenten zum Kauf angeboten, darunter auch dem Berliner Lieferdienst Flink.
Die weiter abflauende Nachfrage sowie eine Konsolidierung im Markt der Schnelllieferdienste veranlasste den türkischen Eigentümer Getir, sich aus dem Auslandsgeschäft zurückzuziehen. 2023 gab Getir sein Geschäft in Deutschland, den USA, Großbritannien sowie 2024 das in den Niederlanden auf und ist seitdem ausschließlich auf dem türkischen Markt vertreten. Damit stellte auch das Tochterunternehmen Gorillas das Geschäft ein.

## Unternehmen

### Geschäftsmodell

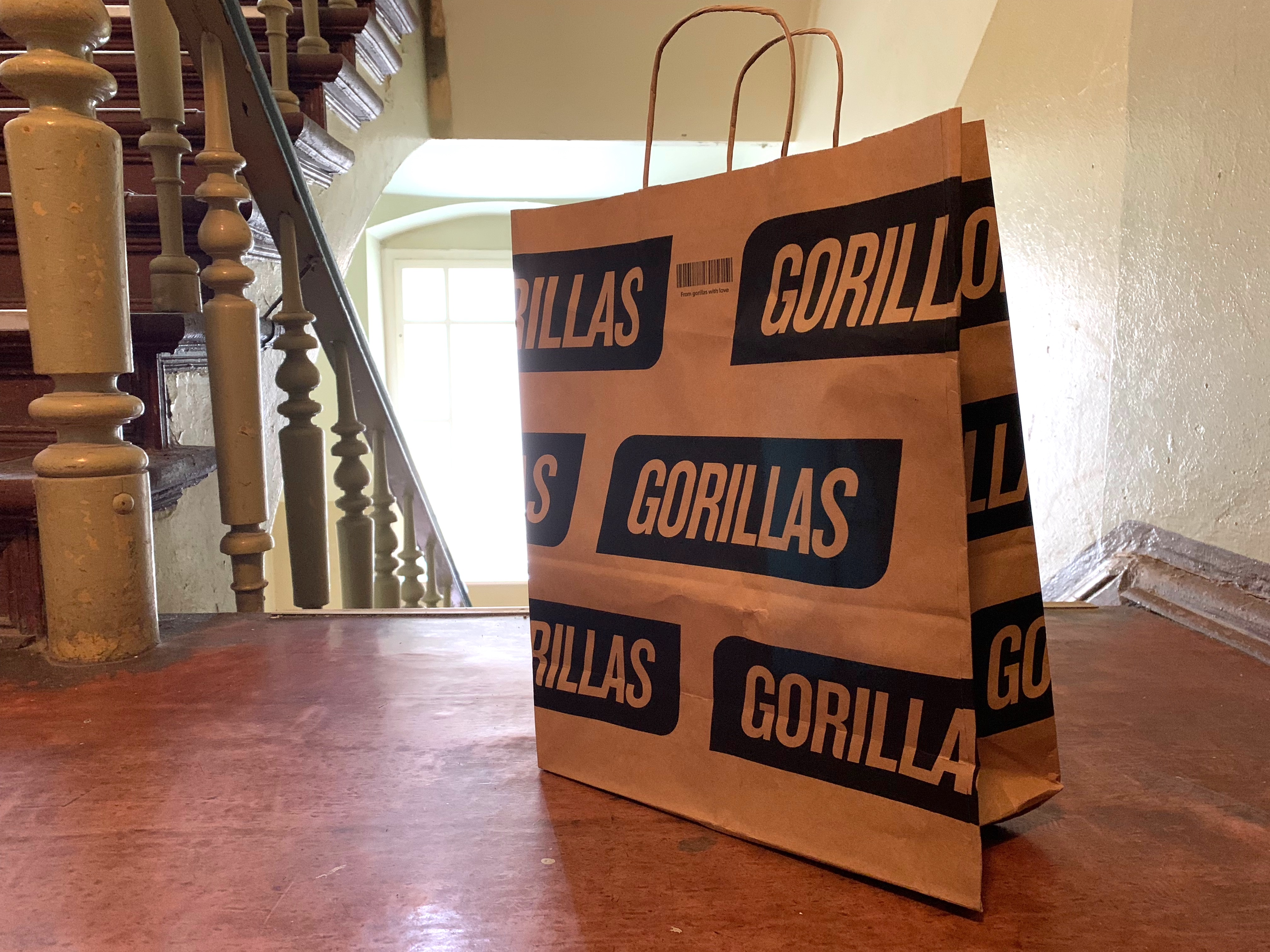
Gorillas-Liefertüte mit Lebensmitteln, 2021

Das Unternehmen trat im Jahre 2020 mit dem Versprechen an, Lebensmittel und andere Supermarktwaren, die über seine App bestellt werden, per Fahrradkurier zu denselben Preisen zu liefern, die im Supermarkt verlangt werden.
Hinzu komme ein Lieferpreis von 1,80 Euro, jedoch kein Mindestbestellwert.
Die Auslieferung beim Kunden erfolge innerhalb von 10 Minuten nach Auftragseingang. Die Website des Unternehmens warb mit dem Spruch „Schneller als du“. Ziel des Unternehmens war es vor allem, Spontankäufe zu ermöglichen, wobei langfristig ein Lieferungswert von durchschnittlich 30 Euro angestrebt wurde.
Das Geschäftsmodell basiert auf dem 2013 in Philadelphia gegründeten amerikanischen Vorbild goPuff, welches weltweit zahlreiche Nachahmer fand. Das Geschäftsmodell ist der Gig Economy und des Plattformkapitalismus zuzurechnen.
Zu den im deutschen Markt relevanten Wettbewerbern von Gorillas zählten u. a. das Ende 2020 gegründete Startup Flink, das mit der Rewe Group zusammenarbeitet.

### Standorte
Im Juni 2021 war das Unternehmen gemäß der eigenen Homepage außer in den deutschen Städten Berlin, Bonn, Bremen, Dresden, Düsseldorf, Essen, Frankfurt am Main, Fürth, Hamburg, Hannover, Heidelberg, Karlsruhe, Köln, Leipzig, München, Nürnberg, Offenbach am Main und Stuttgart in England (London und Manchester), Frankreich (Paris), Italien (Mailand) und den Niederlanden (Amsterdam, Den Haag, Groningen, Haarlem, Leiden, Nijmegen, Rotterdam, Tilburg, Utrecht) sowie ab Ende Mai 2021 in den USA (New York City) aktiv.

### Unternehmensstruktur
Das Unternehmen besteht aus der Gorillas Operations Germany GmbH & Co KG und in Berlin seit einem Arbeitskampf außerdem noch aus wenigstens 21 weiteren Unternehmen mit dem Namen Gorillas Warehouse Operations, welche die Lager des Unternehmens betreiben. Letztere wurden an eine niederländische Holding übertragen.
Die Lager gehören somit nicht mehr zu dem deutschen Unternehmen. Sie werden pro Lager von jeweils einem Gorillas Warehouse Operations Subunternehmen betrieben, die einer in Amsterdam ansässigen Holding als persönlich haftende Gesellschafterin gehören. Die Lagerbetreiber wechselten mit Wirkung zum 28. Februar 2022 ihre gesellschaftliche Rechtsform von der GmbH & Co. KG in die deutsch-niederländische Rechtsmischform B.V. & Co. KG. Die Hans-Böckler-Stiftung kritisierte 2006, 2010 und 2021, dass Kapitalgesellschaften, die auf diese Weise konstruiert werden, nationale Mitbestimmungsrechte aushebeln können.

## Kontroversen

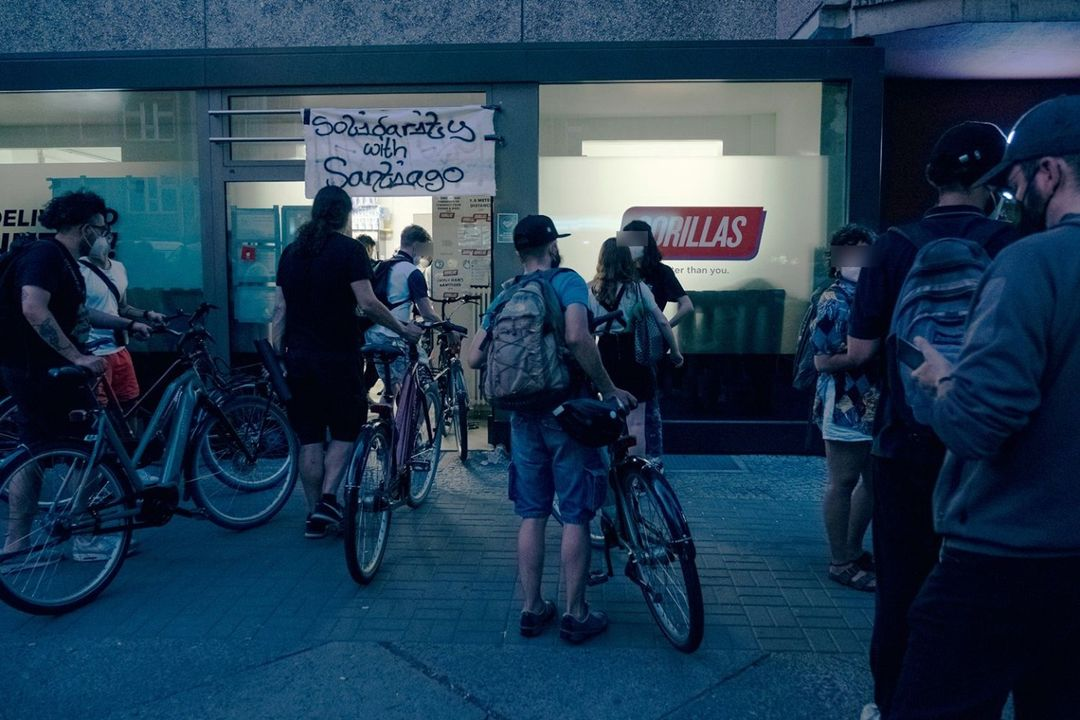
Streik-Transparent an einem Gorillas-Warenlager, Berlin-Mitte

### Arbeitsbedingungen
Nach der Gründungsphase des Unternehmens gab es Beschwerden der angestellten Fahrradkuriere über die Arbeitsbedingungen. Die Kuriere sind direkt angestellt, können zwischen Teil- und Vollzeitvertrag wählen und wurden mit 10,50 € knapp über dem Mindestlohn bezahlt, hinzu kamen Trinkgelder. Die vor allem migrantischen Angestellten beklagten insbesondere die lange Probezeit von sechs Monaten, zu geringe Stundenlöhne sowie ausstehende oder falsch kalkulierte Lohnzahlungen, geringe Unterstützungsleistungen, und für die körperlich schwere Arbeit unangemessene Arbeitsausrüstung sowie das Gewicht der einzelnen Lieferungen.

### Behinderung von Betriebsräten
Dem Unternehmen wurde vorgeworfen, die Gründung von Betriebsräten zu behindern. Im Juni 2021 wählten die Berliner Angestellten einen Wahlvorstand zur Organisation einer Betriebsratswahl. Im Juli 2021 traf sich Bundesarbeitsminister Hubertus Heil mit deren Vertretern, um sich ein Bild über deren Lage zu machen. Im Oktober 2021 kam es zu wilden Streiks und Kündigungen gegenüber streikenden Mitarbeitern in Berlin, nachdem CEO Kağan Sümer wenige Monate zuvor noch Kündigungen aufgrund von Streiks ausgeschlossen hatte. Das Landesarbeitsgericht Berlin-Brandenburg bestätigte die Rechtmäßigkeit der fristlosen Kündigungen nach der Teilnahme an wilden Streiks.
Der im November 2021 bekannt gewordene Wechsel zu einem Franchise-Model für einzelne Warenlager – mit der Konsequenz, dass die Berliner Fahrradkuriere nunmehr faktisch bei verschiedenen Unternehmen beschäftigt waren – bestärkt Kritiker, die Gorillas vorwerfen, Union Busting zu betreiben. Die Geschäftsführung von Gorillas scheiterte nach einer Abweisung durch das Arbeitsgericht Berlin im November 2021 in zweiter Instanz auch vor dem Landesarbeitsgericht Berlin-Brandenburg bei einem weiteren Versuch, die laufende Betriebsratswahl zu verhindern. Der Betriebsrat gründete sich schließlich am 27. November 2021.
Die Arbeitssoziologie diskutiert die Arbeitsbedingungen und Arbeitskämpfe bei Gorillas im Kontext der Plattformökonomie und der Gig Economy. Dabei werden Selbstorganisationen der Fahrradkuriere bei Gorillas – Gorillas Workers Collective – und bei ähnlichen Firmen – z. B. Deliverunion – untersucht sowie die Rolle von Gewerkschaften, insbesondere der Freien Arbeiter*innen-Union und der ver.di.

### Datenschutz
Im Mai 2021 berichtete die IT-Forscher-Gruppe „Zerforschung“ über mangelnden Datenschutz der technischen Infrastruktur von Gorillas, zeitweise seien rund 200.000 Kundendaten frei verfügbar gewesen.

### Unrechtmäßige Nutzung öffentlichen Straßenraums
Das Bezirksamt des Berliner Bezirks Pankow verhängte nach vorherigen Bußgeldandrohungen wegen unrechtmäßiger gewerblicher Nutzung des öffentlichen Straßenraums im Juni 2021 ein Zwangsgeld gegen das Unternehmen. Hintergrund war die große Menge der auf Gehwegen abgestellten Fahrräder.